# Oleksandr Sokolov
Oleksandr Sokolov (6 de diciembre de 1997) es un deportista de Ucrania que compite en atletismo. Ganó una medalla de bronce en el Campeonato Europeo de Atletismo por Equipos de 2019, en la prueba de 4 × 100 m.